# Istinite priče
Istinite priče je prvi album splitske skupine The Obala, kojeg je 2002. objavio Dancing Bear. Album sadrži 12 skladbi.

## Popis pjesama
1. "Evo me"
2. "Hrvatski kraljevi"
3. "Za ljubav"
4. "Otoci"
5. "Opet sam dočekao dan"
6. "La lajla (zapali cigaru)"
7. "Lovran"
8. "Di si mene našla"
9. "Kako te želim"
10. "Da ti si tu"
11. "Pečat"
12. "While my guitar gently weeps"

## Vanjske poveznice
- Croatian music  Arhivirana inačica izvorne stranice od 4. ožujka 2016. (Wayback Machine)